# André Ouvré
André Ouvré est un homme politique français né le 23 mai 1852 à Paris et décédé le 23 septembre 1918 à Château-Landon (Seine-et-Marne).

## Biographie
Associé dans l'entreprise familiale d'exploitation de bois, il dirige également une fabrique de sucre. Il entre à la chambre de commerce de Paris et devient président de la chambre syndicale du bois à bruler de Paris. Il succède à son père comme conseiller général du canton de Château-Landon en 1882, puis devient député de Seine-et-Marne de 1889 à 1902, siégeant comme indépendant, puis au groupe progressiste.

## Sources
- « André Ouvré », dans le Dictionnaire des parlementaires français (1889-1940), sous la direction de Jean Jolly, PUF, 1960 [détail de l’édition]